# Park Narodowy Rishiri-Rebun-Sarobetsu
Park Narodowy Rishiri-Rebun-Sarobetsu (jap. 利尻礼文サロベツ国立公園 Rishiri Rebun Sarobetsu Kokuritsu Kōen) – park narodowy w Japonii, utworzony 20 września 1974 roku. 
Park obejmuje ochroną wyspy Rebun i Rishiri oraz pas wybrzeża o długości 34 km, zajmowany w części przez bagnistą równinę Sarobetsu, pomiędzy miastami Wakkanai i Horonobe w północno-zachodniej części Hokkaido. Powierzchnia parku wynosi ponad 212,22 km². 

## Galeria

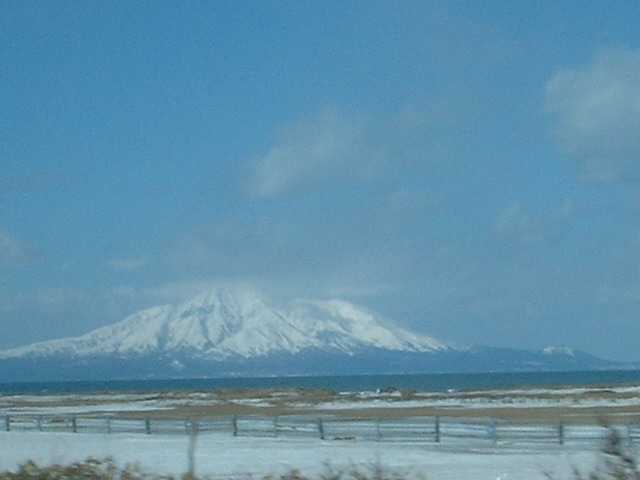
Góra Rishiri (1 721 m) widziana z równiny Sarobetsu
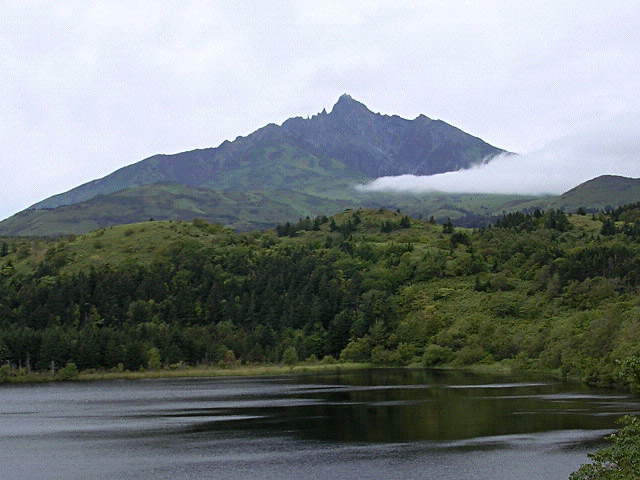
Góra Rishiri
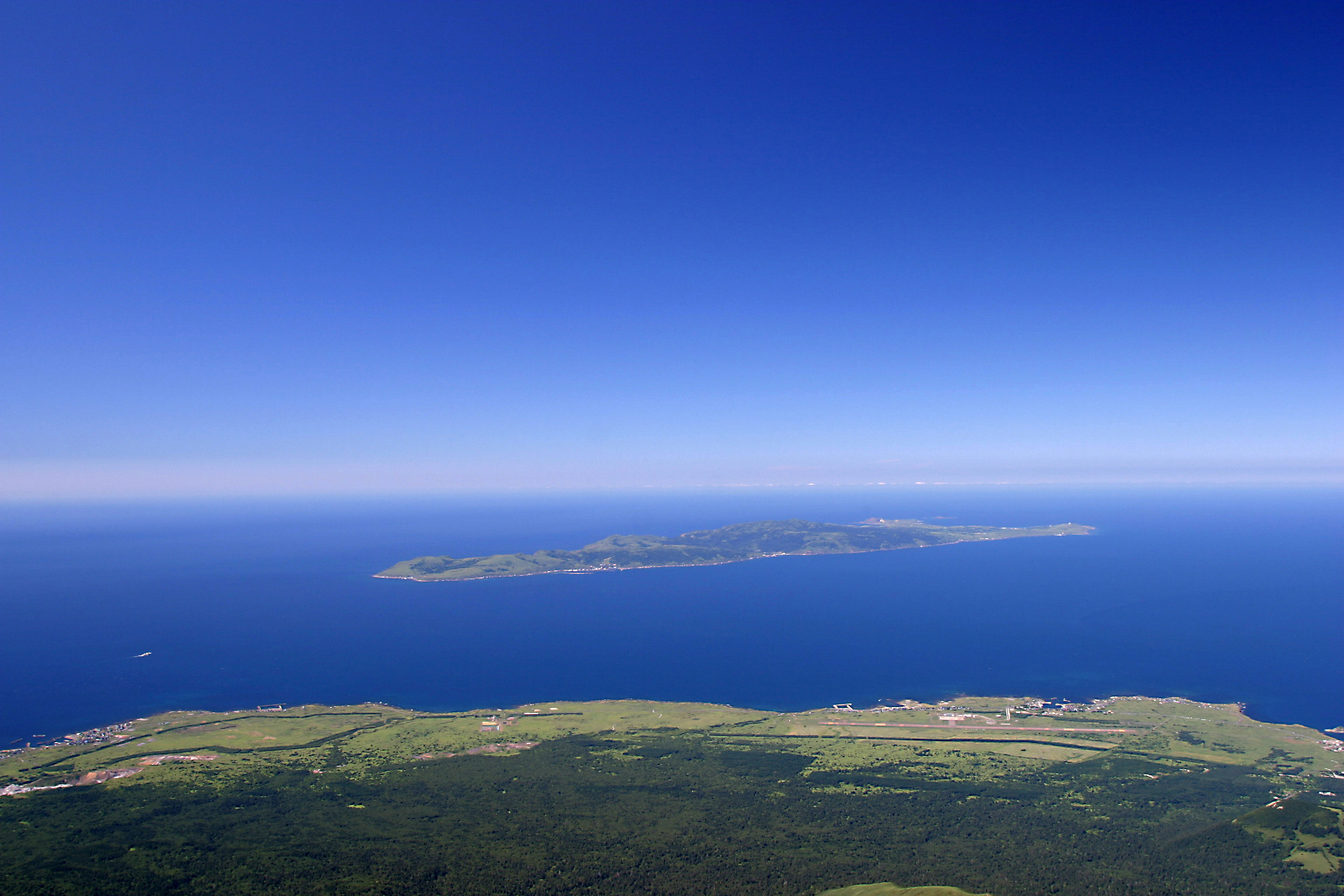
Obserwowana z Rishiri wyspa Rebun
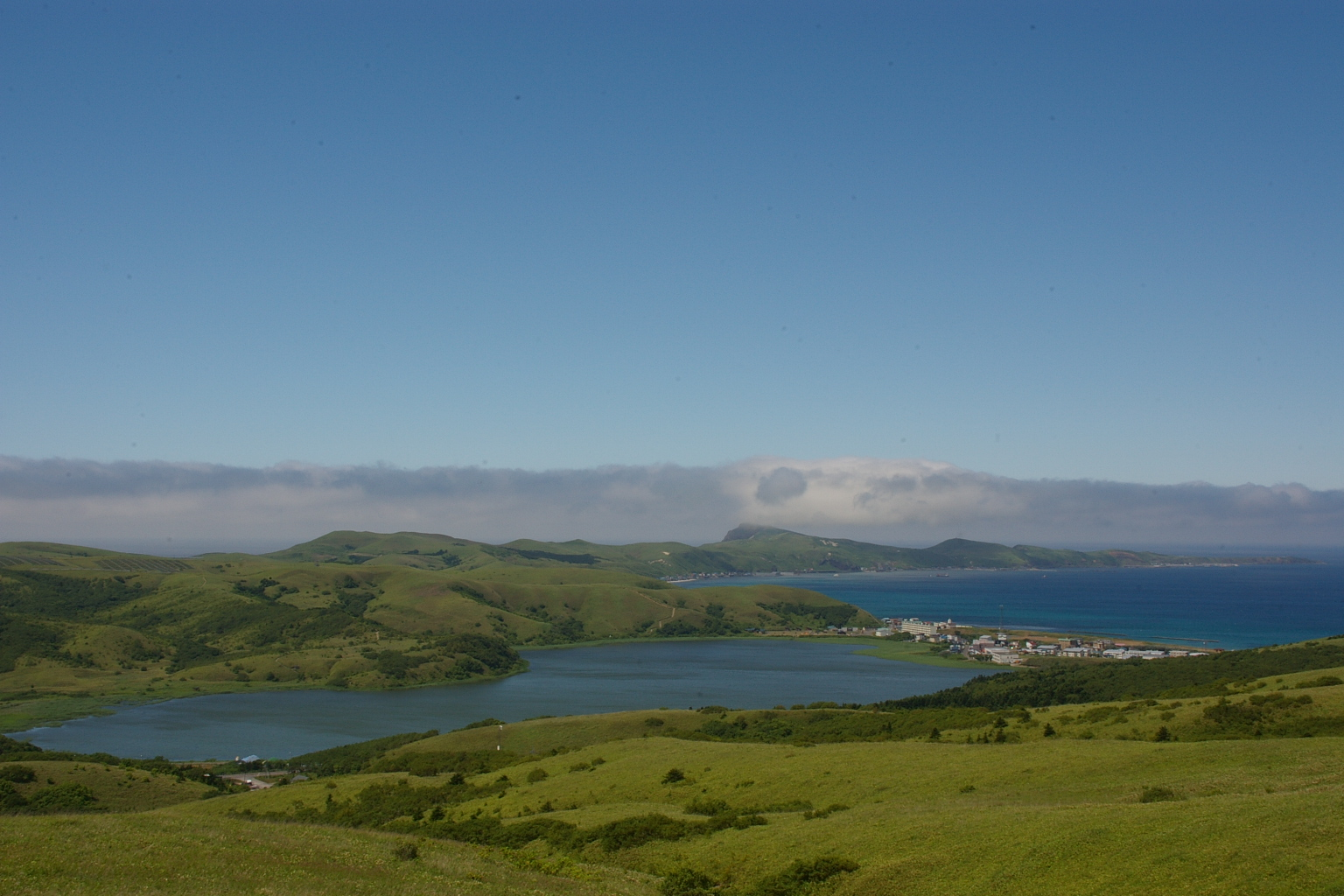
Jezioro Kushu na wyspie Rebun
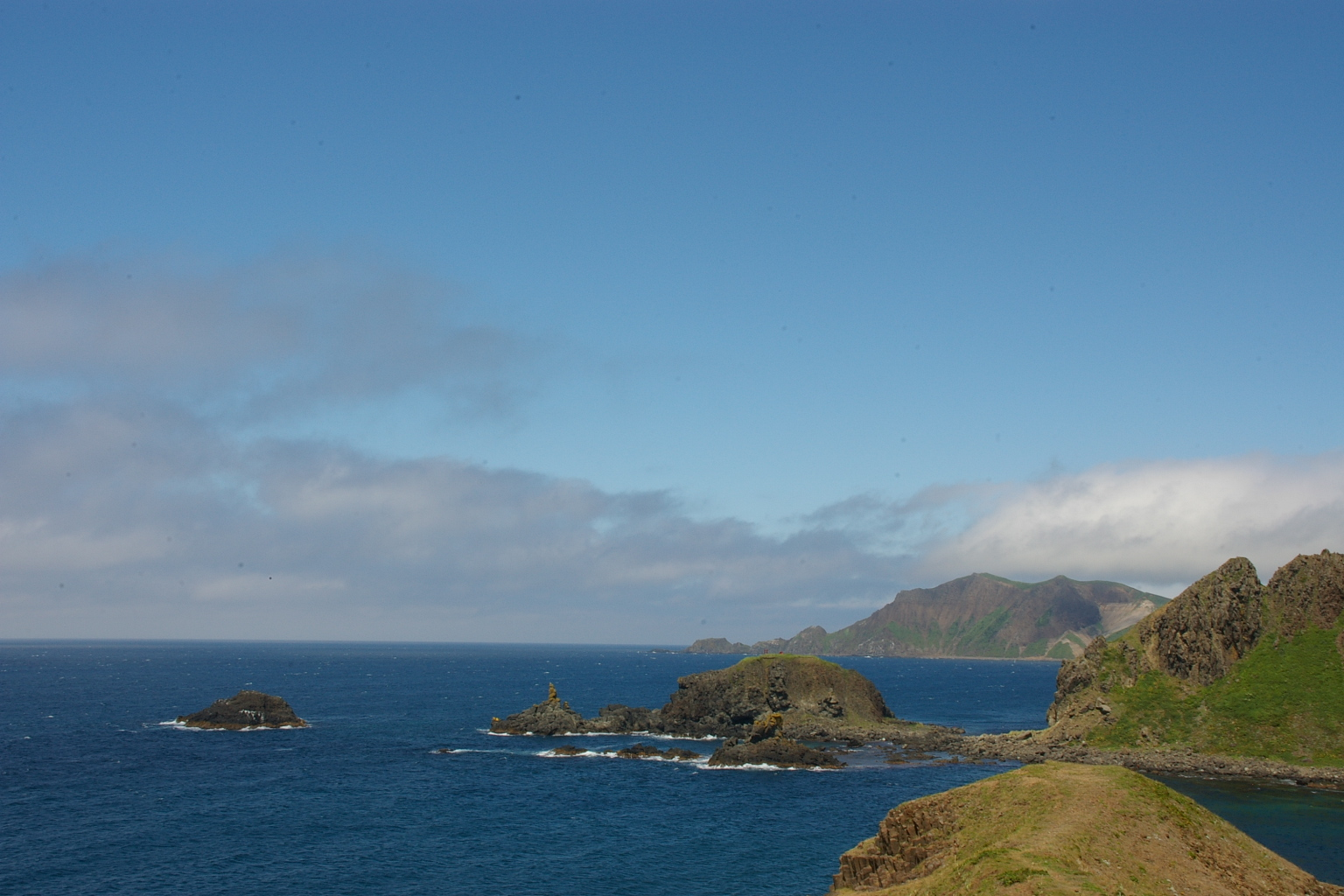
Przylądek Sukai na wyspie Rebun
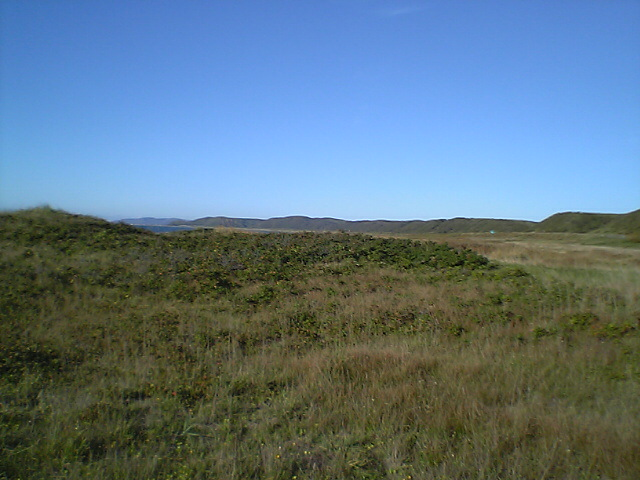
Równina Sarobetsu nieopodal miasta Wakkanai